# 전혜경
전혜경(1977년 11월 17일 ~ )은 대한민국의 탁구 선수로 대한항공에 소속되어 있었다. 2001년 일본 오사카 세계선수권대회 단체 동메달을 획득하였다. 2022년 포스코에너지 여자탁구단 감독이 되었다.